# چتیرخ
چتیرخ (انگلیسی: Chetyrekh) یک رود در سرزمین کراسنویارسک کشور روسیه است.